# 1057
| [ Edytuj tabelę ]          |                                                               |
| Książę Polski              | - 1034 Kazimierz I Odnowiciel 1058                            |
| Król Angkoru               | - 1048 Udajaditjawarman II 1066                               |
| Król Anglii                | - 1042 Edward Wyznawca 1066                                   |
| Król Aragonii i Nawarry    | - 1035 Ramiro I 1063                                          |
| Hrabia Barcelony           | - 1035 Rajmund Berengar I 1076                                |
| Książę Bawarii             | - 1055 Henryk VIII 1061                                       |
| Książę Burgundii           | - 1032 Robert I 1076                                          |
| Cesarz Bizancjum           | - 1056 Michał VI Stratiotikos 1057 - 1057 Izaak I Komnen 1059 |
| Cesarz Chin                | - 1022 Song Renzong 1063                                      |
| Książę Czech               | - 1055 Spitygniew II 1061                                     |
| Król Danii                 | - 1047 Swen II Estrydsen 1074                                 |
| Władca Egiptu              | - 1036 Al-Mustansir 1094                                      |
| Król Francji               | - 1031 Henryk I 1060                                          |
| Król Gruzji                | - 1027 Bagrat IV 1072                                         |
| Hrabia Holandii            | - 1049 Floris I 1061                                          |
| Cesarz Japonii             | - 1045 Go-Reizei 1068                                         |
| Kalif                      | - 1031 Al-Ka’im 1075                                          |
| Król Kastylii              | - 1035 Ferdynand I Wielki 1065                                |
| Wielki książę Kijowa       | - 1054 Izjasław I 1068                                        |
| Patriarcha Konstantynopola | - 1043 Michał I Cerulariusz 1058                              |
| Władca Korei               | - 1046 Munjong 1083                                           |
| Król Leónu                 | - 1037 Ferdynand I Wielki 1065                                |
| Władca Maroka              | - 1056 Abu Bakr ibn Umar 1070                                 |
| Król Norwegii              | - 1045 Harald III Srogi 1066                                  |
| Książę Obodrzyców          | - 1043 Gotszalk 1066                                          |
| Hrabia Palatynatu          | - 1045 Henryk I ze Szwabii 1061                               |
| Papież                     | - 1055 Wiktor II 1057 - 1057 Stefan IX (X) 1058               |
| Hrabia Portugalii          | - 1050 Nuno II 1071                                           |
| Książę Saksonii            | - 1011 Bernard II 1059                                        |
| Sułtan Seldżuków           | - 1055 Tughril Beg 1063                                       |
| Król Szkocji               | - 1040 Makbet 1057 - 1057 Lulach 1058                         |
| Król Szwecji               | - 1050 Emund Stary 1060                                       |
| Doża Wenecji               | - 1043 Domenico Contarini 1071                                |
| Król Węgier                | - 1047 Andrzej I 1061                                         |

Rok 1057 / MLVII
stulecia: X wiek ~
XI wiek ~
XII wiek

lata: 1047 «
1052 «
1053 «
1054 «
1055 «
1056 «
1057
» 1058
» 1059
» 1060
» 1061
» 1062
» 1067

## Wydarzenia na świecie
- 3 sierpnia – Stefan IX (X) wybrany na papieża.
- 15 sierpnia – w bitwie pod Lumphanan koło Aberdeen zginął Mac Bethad mac Findlaích, król Szkocji - pierwowzór tytułowego bohatera dramatu Szekspira pt. Makbet.
- Wybuchła wojna domowa między czterema plemionami Związku wieleckiego (Lucicami).

## Zmarli
- 28 lipca – papież Wiktor II (ur. ok. 1018)
- 15 sierpnia – Makbet, król Szkocji (ur. ok. 1005)